# Floarea patimilor
Floarea patimilor (Passiflora incarnata) este o plantă medicinală din familia Passifloraceae, originară din zonele tropicale ale Americii, Asiei si Australiei.

## Descriere
Este o plantă cățărătoare și tocmai de aceea își susține greutatea cu ajutorul unor cârcei ca și niște ațe. Acești cârcei, sunt echivalentele vegetale ale degetelor: sunt subțiri, dar extrem de puternici și au un simț tactil dezvoltat.
Când această plantă crește, din tulpina ei răsar niste cârcei care se întind, căutând un suport solid. Celulele din exterior cresc mai repede decât cele din interior, iar astfel, vârful cârcelului se răsucește. Ulterior, mijlocul cârcelului începe să se încolăcească precum un arc, trăgând floarea mai aproape de ancorajul său. Când planta ajunge la maturitate, este fixată pe loc de mii de cârcei. 
Tulpina cațărătoare, lemnificată, poate ajunge de la 3 până la 10m. Floarea are frunzele dispuse de o parte și de alta a ramurilor și un pețiol lung de formă trilobată.
Floarea patimilor este o floare de dimensiuni mari iar diametrul ei poate ajunge la 4–5 cm. Are o corolă specifică, formată din petale de culoarea albă, dublate de filamente vișinii, mai lungi decât petalele, iar staminele sunt de culoare portocalie. Fructele sunt și ele mari și conțin multe semințe în interior.
Passiflora înflorește vara, iar ținuta cea mai sănătoasă și mai spectaculoasă a acestei plante agățătoare se obține prin expunerea la soare sau într-un loc semi-umbrit, în sol cu umiditate medie, bogat in humus și cu aciditate neutră.

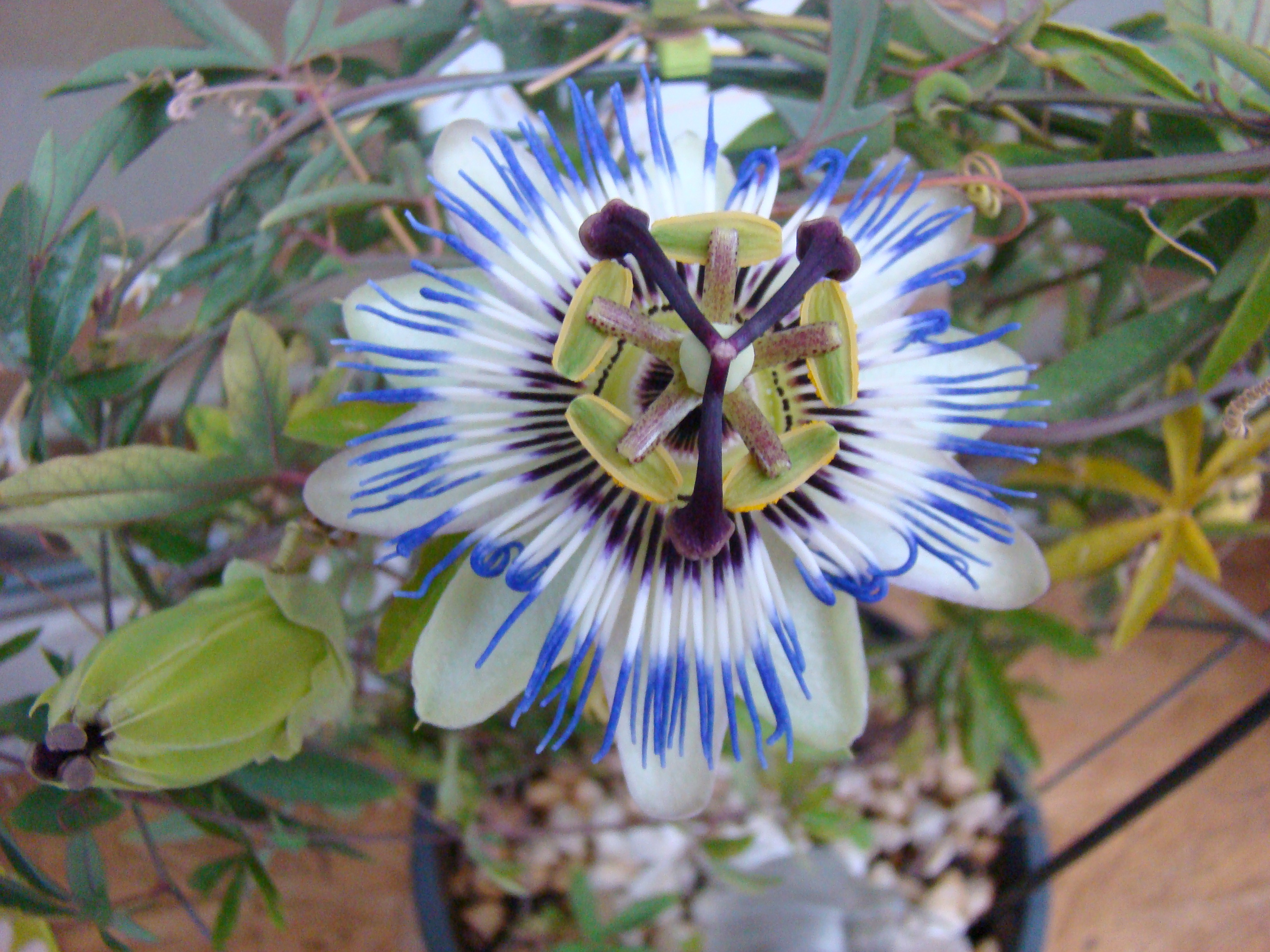
Floarea patimilor (Passiflora incarnata)

De la floarea patimilor se folosesc în scop medicinal ramurile tinere, subțiri, cu sau fară frunze.

## Componenți principali
Planta conține flavonoizi, glicozide, alcaloizi, compuși fenolici și ulei volatil.

## Proprietăți
Principalele proprietăți medicinale ale plantei sunt legate de acțiunea inhibitoare asupra sistemului nervos central. Planta are proprietăți sedative, anxiolitice, hipotensoare si antispastice.

## Indicații
Preparatele din această plantă se folosesc pentru stări ca insomniile, stările de anxietate, stările de stres, mai ales dacă sunt însoțite ŝi de încordare musculară, stările de iritabilitate nervoasă, precum și în tratarea gastritelor, a colitelor si a nevralgiilor.

## Înmulțire
Passiflora incarnata este totodată și o plantă de apartament. În timpul iernii, aceasta îșĭ pierde frunzele. Dat fiind riscul de a o pierde, nu se recomandă încercarea de obținere a plantei înainte de sosirea primăverii.
E bine ca semințele să fie mai întâi ținute la înmuiat în apă timp de câteva ore, semănate apoi într-un vas și păstrate astfel în frigider trei luni, perioada necesară înfrângerii „somnului” hibernal. Ca în cazul multor plante, fructul Passiflorei preîntâmpină uscarea semințelor.